# Enchilada

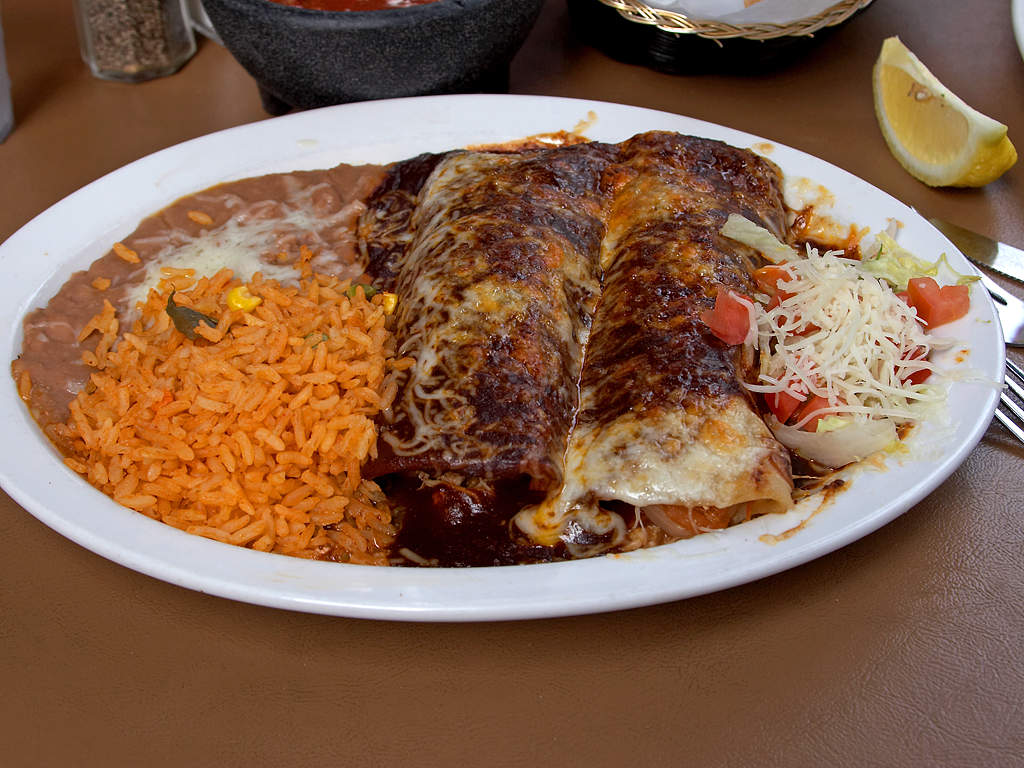
Enchilada met rijst en bonen

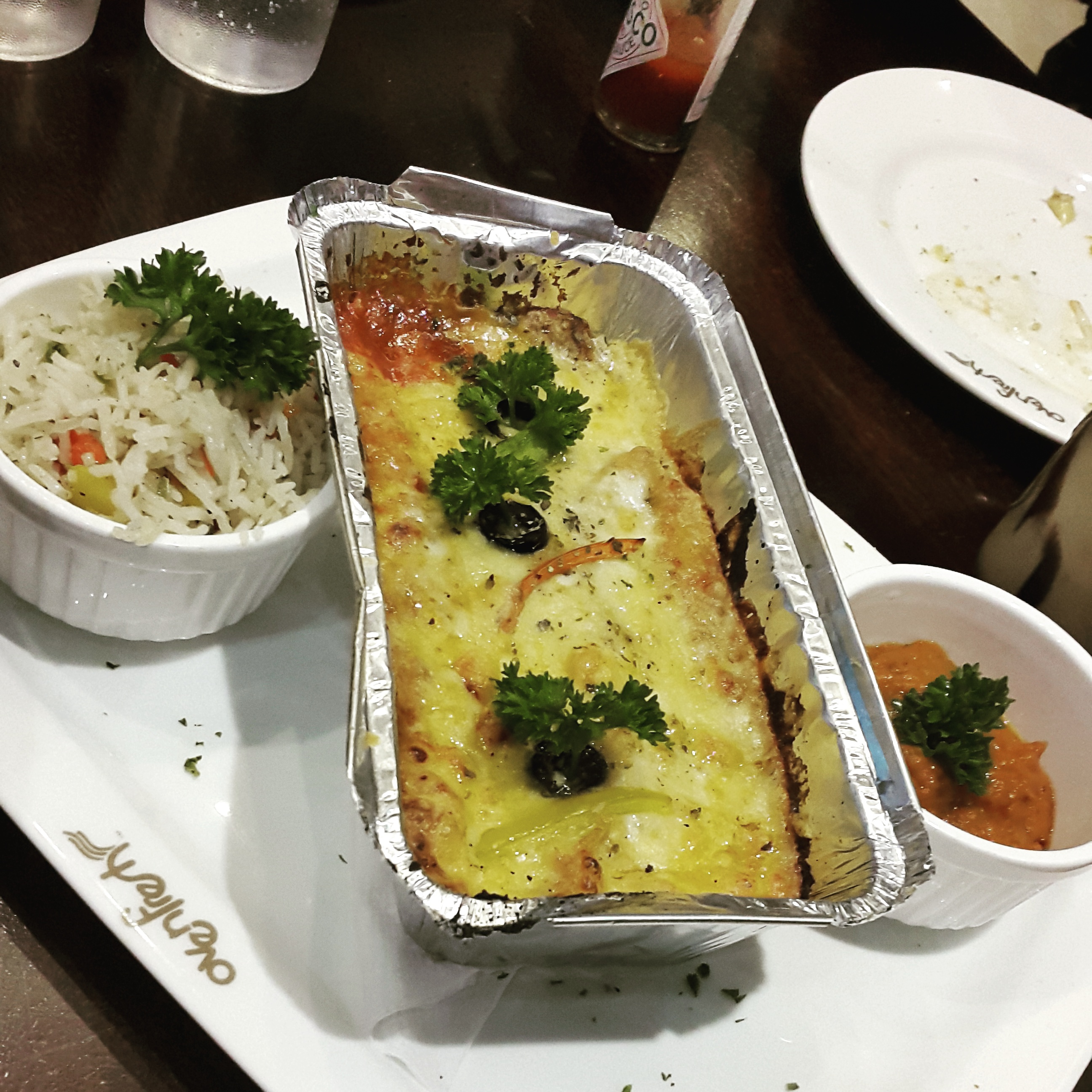
Enchilada

Een enchilada is een traditioneel Mexicaans deeggerecht, dat bestaat uit maïstortilla, die wordt bedekt met een saus van tomaat en rode peper. Een enchilada wordt doorgaans gevuld met een combinatie van vlees, kaas, bonen, aardappelen en groenten, en wordt traditioneel geserveerd met guacamole of salsa-saus.
Een enchilada wordt opgerold gepresenteerd. Dit in tegenstelling tot bijvoorbeeld een quesadilla (een ander op tortilla gebaseerd Mexicaans gerecht), die wordt gevouwen. 
Het woord enchilada is afkomstig van het voltooid deelwoord van het Spaanse werkwoord enchilar dat 'toevoegen of decoreren met chilipeper' betekent.

## Ingrediënten
De basis van een enchilada wordt gevormd door een tortilla. De traditionele enchilada is meestal gevuld met een kruidige tomatensaus, gevuld met gehakt en kaas. Er bestaan tal van internationale variaties op de traditionele enchilada, waaronder Griekse, Italiaanse en visvariaties. 

## Bereiding
Een enchilada wordt, in tegenstelling tot de gegrilde quesadilla, in de oven bereid. 
Of er sprake is van een enchilada, taco, burrito, fajita of quesadilla wordt met name bepaald door de ingrediëntkeuze (maïsmeel of tarwemeel), de bereidingswijze (ovenbereid of gegrild) en de presentatiewijze (gevouwen/dubbelgeslagen, dan wel opgerold).